# Sonorella papagorum
Sonorella papagorum är en snäckart som beskrevs av Henry Augustus Pilsbry och James Henry Ferriss 1915. Sonorella papagorum ingår i släktet Sonorella och familjen Helminthoglyptidae. Inga underarter finns listade i Catalogue of Life.